# Хронологічний снобізм
Хронологічний снобізм — це аргумент про те, що мислення, мистецтво або наука давніх часів за своєю суттю нижчі від теперішнього просто через свій тимчасовий пріоритет або переконання, що з тих пір цивілізація просунулася в певних областях, люди попередніх періодів були менш розумними. Термін був введений К. С. Льюїсом та Оуеном Барфілдом, і вперше згадується Льюїсом у його автобіографічній роботі 1955 року «Здивований радістю». Хронологічний снобізм є формою звернення до новизни.

## Пояснення
Як пояснює Барфілд, це віра в те, що «інтелектуально людство томилося незліченними поколіннями в найдитячіших помилках в усіх видах вирішальних тем, поки не було викуплено якимось простим науковим твердженням минулого століття». Тема виникла між ними, коли Барфілд навернувся до антропософії і шукав приєднання Льюїса (атеїста на той час) до нього. Одне із заперечень Льюїса полягало в тому, що релігія просто застаріла, і в «Здивований радістю» (розділ 13, с. 207–208) він описує, чому це було помилковим:
| Ліві лапки | Барфілд ніколи не робив мене антропософом, але його контратаки назавжди знищили два елементи в моїй власній думці. По-перше, він коротко опрацював те, що я назвав своїм «хронологічним снобізмом», некритичне прийняття інтелектуального клімату, звичного для нашого віку, і припущення, що все, що застаріло, через це дискредитовано. Ви повинні знайти, чому воно застаріло. Чи було це коли-небудь спростовано (і якщо так, ким, де і наскільки остаточно) чи воно просто згасло, як мода? Якщо останнє, то це нічого не говорить нам про його правдивість чи неправдивість. Побачивши це, ми переходимо до усвідомлення того, що наша власна епоха — це також «період» і, безперечно, має, як і всі періоди, свої характерні ілюзії. Ймовірно, що вони ховаються в тих широко поширених припущеннях, які настільки вкорінені в епоху, що ніхто не наважується нападати на них або не вважає за потрібне їх захищати. | Праві лапки |

Проявом хронологічного снобізму є використання загалом слова «середньовічний» у значенні «назад».